# تپه گرد عزیز خان ۳
تپه گرد عزیز خان ۳ مربوط به هزاره سوم قبل از میلاد است و در شهرستان ارومیه، بخش سیلوانه، دهستان ترگور، روستای تولکی واقع شده و این اثر در تاریخ ۲۵ آبان ۱۳۸۷ با شمارهٔ ثبت ۲۳۵۸۱ به‌عنوان یکی از آثار ملی ایران به ثبت رسیده است.